# Russisch Brot

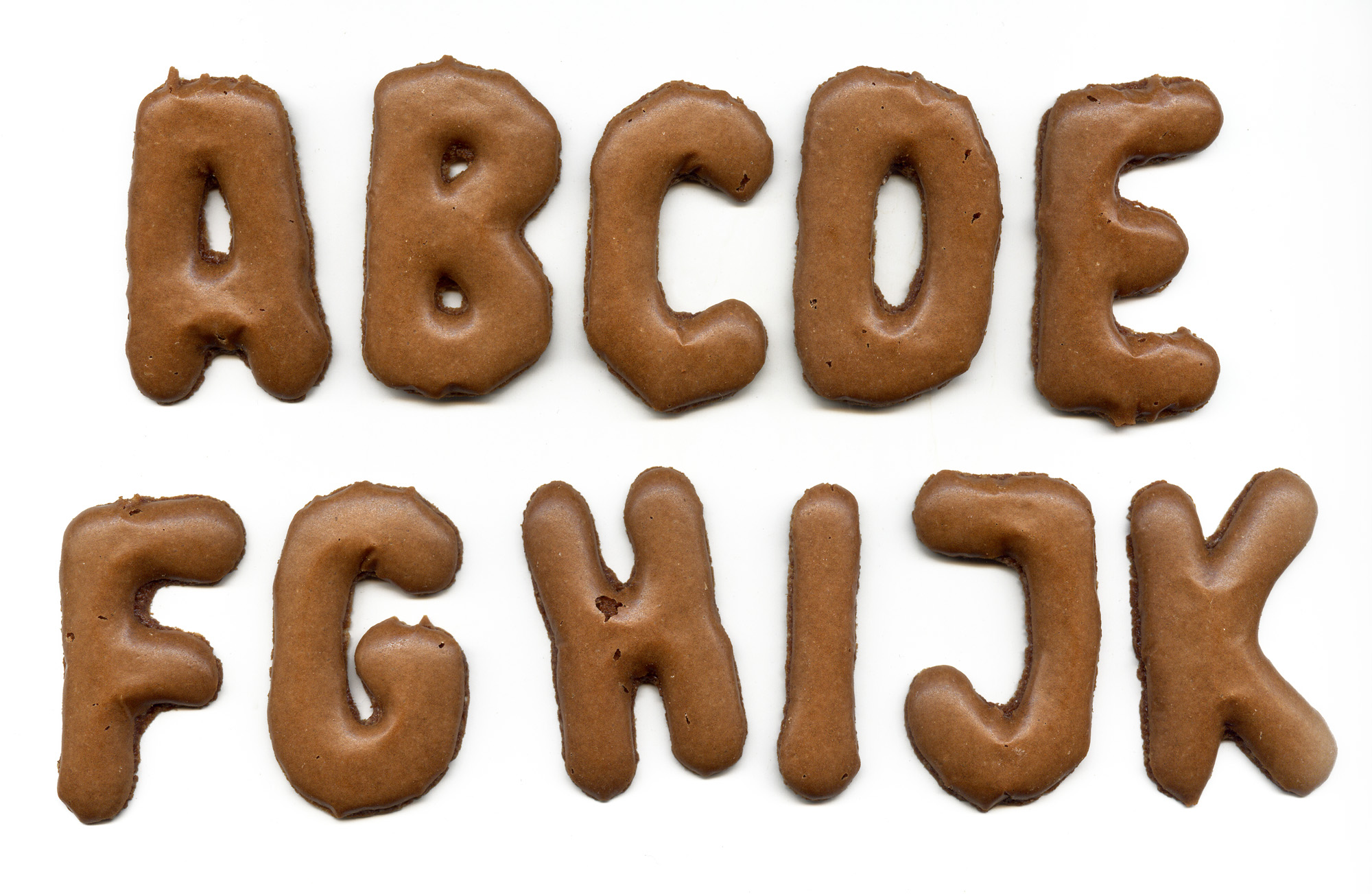
Russisch Brot

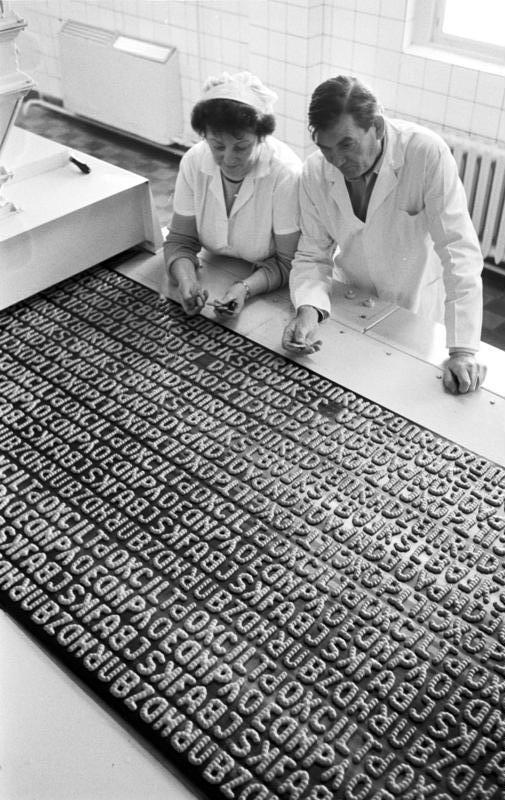
Herstellung von Russisch Brot (1990)

Russisch Brot (oder Russischbrot), auch Patience, ist ein trockenes Gebäck aus einem schaumigen Kakao-Eiweiß-Teig ohne Fettzugabe. Es wird traditionell in Form von Buchstaben gebacken.

## Herstellung
Zur Herstellung wird aus Eischnee, Zucker, Kakao und Mehl, je nach Rezept mit weiteren Zutaten wie Stärkemehl, Karamellsirup und Vanille, ein Teig (fachsprachlich: eine „Masse“) hergestellt. Anschließend wird diese Masse dünn auf einem mit eingeöltem Backpapier belegten Backblech verstrichen oder mit einem Spritzbeutel zu Buchstaben geformt („dressiert“), bei mäßiger Temperatur getrocknet und anschließend kurz gebacken. Gegebenenfalls wird die Teigplatte noch heiß in Stäbchen geschnitten.

## Herkunft und Geschichte
Das Essen von Schrift ist ein alter magischer Brauch. Essbare Schriftzeichen galten bis ins 19. Jahrhundert als didaktisches Hilfsmittel. Im Handwörterbuch des deutschen Aberglaubens von Bächtold-Stäubli werden mehrere Beispiele genannt. Nach einer altirischen Lebensbeschreibung des hl. Columban lernte er das Lesen beim Verzehr eines Alphabetkuchens.
Es gibt verschiedene ätiologische Erzählungen, die von den Produzenten des Produkts marketingwirksam vorgegeben werden.
- Russisch Brot stammt vermutlich aus Sankt Petersburg, wo es als Bukwy (Буквы, dt.: „Buchstaben“) bekannt war. Der Bäcker Ferdinand Friedrich Wilhelm Hanke (1816–1880) aus Dresden hatte das Rezept dort während seiner Lehrjahre kennengelernt und brachte es um 1844 mit. In Dresden eröffnete er 1845 eine „Deutsche & Russische Bäckerei“, in der Deutschlands erstes Russisch Brot mit lateinischen Buchstaben gebacken wurde.[1] In Dresden hat die industrielle Herstellung von Russisch Brot seit Anfang des 20. Jahrhunderts Tradition. Erster industrieller Hersteller war ab 1898 das „Backwaren-Unternehmen Gebr. Hörmann“ und in deren Nachfolge der „VEB Dauerbackwaren Dresden“. Nach Übergang der Markenrechte wird „Dresdner Russisch Brot“ von der Dr. Quendt GmbH & Co. KG gefertigt. Deren Gründer Hartmut Quendt hatte für den VEB Dauerbackwaren eine Anlage zur Herstellung von Russisch Brot entwickelt und übernahm 1991 die Produktion.[2]
- In Wien stellte ab 1858 Victor Schmidt & Söhne (heute Manner) diese Backware her. In diesem Zusammenhang wird die Legende kolportiert, im 19. Jahrhundert beim Empfang russischer Gesandter sei am Wiener Hof „Russisch Brot“ angeboten worden, in Anspielung auf den russischen Begrüßungsbrauch, Brot zu reichen.[1] In Österreich wird diese Backware auch als Patiencen bezeichnet und gehört zu den Klassikern der industriellen Lebensmittelherstellung. Patiencen in Form lateinischer Schriftzeichen werden mit und ohne Schokoladenüberzug hergestellt und sind in Österreich in beiden Varianten ein beliebtes saisonales Produkt zur Weihnachtszeit.
- Seit 1904 stellt der Hannoversche Dauerbackwaren-Spezialist Bahlsen eine Sorte Russisch Brot unter der Bezeichnung „Leibniz-ABC“ her. Laut Auskunft des Unternehmens wird dabei Russisch Brot von „Rösches Brod“ (rösch = knusprig; Brod = süße Backware) hergeleitet. Die Bezeichnung „Russisch Brot“ beruht demnach auf einer volksetymologischen Umdeutung.[3]
- Da die Kapazität des VEB Rubro in den 1970er Jahren in der DDR zur Deckung der Nachfrage nicht mehr ausreichte, erhielt Hartmut Quendt in den 1980er Jahren den Auftrag zur Entwicklung einer Dauerbackanlage. Diese ging 1988 in Betrieb und löste damit den manuellen Backbetrieb (abklopfen der Buchstaben per Hand) ab.[4]

## Schriftart
Computerschriften in der Form von Russisch-Brot-Buchstaben werden von Linotype als Schriftfamilie „Russisch Brot“ und von Data Becker als „Russianbread“ angeboten. Die Schriftart von Data Becker hat nur Versalien und Kapitälchen, die Linotype-Version verfügt über Groß- und Kleinbuchstaben.